# Зелёная Грива (Новосибирская область)
Зелёная Грива — посёлок в Татарском районе Новосибирской области. Входит в состав Увальского сельсовета.

## География
Площадь посёлка — 106 гектаров.

## История
В 1976 г. Указом Президиума ВС РСФСР посёлок фермы № 3 совхоза «Увальский» переименован в Зелёная Грива.

## Население
| 2002 | 2007 | 2010 |
| ---- | ---- | ---- |
| 69   | ↘61  | ↘35  |

## Инфраструктура
В посёлке по данным на 2007 год функционируют 1 учреждение здравоохранения и 1 учреждение образования.